# Emil Ramann
Emil Otto Paul Bruno Ramann (* 30. April 1851 Gut Dorotheenthal in Oberndorf; † 19. Januar 1926 in München) war ein deutscher Bodenkundler, Forstwissenschaftler und Standortskundler. Er gilt als einer der Begründer der Bodenkunde als eigenständige Wissenschaft in Deutschland.

## Leben und Werdegang
Nach dem Besuch der Mittelschule wurde Emil Ramann nach einer Ausbildung am Staatslaboratorium in Hamburg Apotheker. Nach dem Tod seines Vaters Gustav Ramann (1805–1875) beendete er dessen Werk über die Schmetterlinge und nahm 1876 ein Studium der Chemie und Pflanzenphysiologie an der Universität Berlin auf. 1878 wurde er Assistent von Adolf Remelé an der Königlichen Forstakademie zu Eberswalde, besuchte aber weiterhin Vorlesungen der Chemie in Berlin. Er promovierte 1881 an der Universität Rostock mit Untersuchungen über die Passivität des Eisens. 1885 habilitierte er sich und wurde bereits ein Jahr später Dirigent der chemisch-physikalischen Abteilung des Versuchswesens in Eberswalde. Ab 1890 war er dort Titularprofessor, bis er 1895 auf die neu geschaffene Professur für Bodenkunde berufen wurde. Im Jahr 1900 nahm er einen Ruf auf die Professur für Bodenkunde und Agrikulturchemie der Ludwig-Maximilians-Universität München als Nachfolger von Ernst Ebermayer an, wo er bis zu seinem Tode wirkte.

## Wissenschaftliche Arbeit
Emil Ramann beschäftigte sich zu Beginn seiner Karriere mit boden- und forstchemischen sowie waldbaulichen Themen. Später kamen Arbeiten zur Moorentstehung und zur allgemeinen Bodenkunde hinzu. Gegen Ende seiner Laufbahn gewann die Grundlagenforschung in seinen Arbeiten größeres Gewicht. Bereits in den 1880er Jahren beschäftigte er sich mit den Auswirkungen von Rauchgasen auf die Waldbäume und war damit ein Pionier der Waldschadensforschung. Er entwickelte die noch heute gültigen Vorstellungen zum bodenbildenden Prozess der Podsolierung und arbeitete zu Themen der Bodenazidität und Kationensorption.
Sein Lehrbuch Bodenkunde (1905) machte ihn auch außerhalb Deutschlands bekannt. Darin beschrieb er u. a. die Braunerde. Mit seinem Werk Bodenbildung und Bodeneinteilung legte er Grundlagen für die spätere deutsche Bodensystematik.

## Ehrungen
- Ehrendoktor der Forstlichen Hochschule Eberswalde (1923)
- Mitglied der Russischen Akademie der Wissenschaften (1903)
- Mitglied der Schwedischen Akademie für Agrikulturchemie (1919)
- Mitglied der Finnischen Forstwissenschaftlichen Gesellschaft (1921)
- Mitglied der Ungarischen Akademie der Wissenschaften (1925)
- Ehrenpräsident der Internationalen Bodenkundlichen Konferenzen in Prag (1922) und Rom (1924)

Nach Emil Ramann sind Straßen in München und in Freising (Campus Freising-Weihenstephan der Technischen Universität München) benannt.

## Schriften (Auswahl)
- (1881): Untersuchungen über die Passivität des Eisens. Inaugural-Dissertation, Universität Rostock.
- (1981–83): Beiträge zur Statik des Waldbaus. In: Zeitschrift für Jagd- und Forstwesen 13, S. 417; 14, S. 54, S. 350 und S. 497; 15, S. 244.
- (1884): Über die Verwitterung diluvialer Sande. In: Jahrbuch der Kgl. preuß. Geol. Landesanstalt 1884, Abschn. III, S. 1.
- (1885): Der Ortstein und ähnliche Sekundärbildungen in den Diluvial- und Alluvial-Sanden. In: Jahrbuch der Geol. Landesanstalt 1885, Abschn. III, S. 1.
- (1888): Beschädigung von Kiefern durch Meilerrauch. In: Zeitschrift für Jagd- und Forstwesen 20, S. 98.
- (1890): Die Waldstreu und ihre Bedeutung für Boden und Wald. Berlin, Springer.
- (1893): Forstliche Bodenkunde und Standortslehre. Berlin, Springer. (2. und 3. Aufl. unter dem Titel Bodenkunde, 1905 und 1911)
- (1918): Bodenbildung und Bodeneinteilung (System der Böden). Berlin, Springer.